# Káren Ann Hurri
Káren-Ann Hurri, född 11 januari 1996 i Finland, är en svensk samisk politiker.

## Biografi
Káren-Ann Hurri föddes 1996 i Finland. Hon är sedan 2021 ledamot av Sametinget för Samelandspartiet.